# منتخب سنغافورة لاتحاد الرغبي للسيدات
منتخب سنغافورة لاتحاد الرغبي للسيدات (بالإنجليزية: Singapore women's national rugby union team)‏ هو ممثل سنغافورة الرسمي في المنافسات الدولية في اتحاد الرغبي في فئة اتحاد الرغبي للسيدات ‏. تأسس في 17 نوفمبر 2006.